# Gran Premio de Alemania de Motociclismo de 2021
El Gran Premio de Alemania de Motociclismo de 2021 (oficialmente Liqui Moly Motorrad Grand Prix Deutschland) fue la octava prueba del Campeonato del Mundo de Motociclismo de 2021. Tuvo lugar el fin de semana del 18 al 20 de junio de 2021 en el circuito de Sachsenring ubicado en la localidad de Hohenstein-Ernstthal, Sajonia (Alemania).
La carrera de MotoGP fue ganada por Marc Márquez, seguido de Miguel Oliveira y Fabio Quartararo. Remy Gardner fue el ganador de la prueba de Moto2, por delante de Aron Canet y Marco Bezzecchi. La carrera de Moto3 fue ganada por Pedro Acosta, Kaito Toba fue segundo y Dennis Foggia tercero.

## Resultados

### Resultados MotoGP
| Pos.    | N.º | Piloto            | Equipo                       | Constructor | Vueltas | Tiempo    | Parrilla | Puntos |
| ------- | --- | ----------------- | ---------------------------- | ----------- | ------- | --------- | -------- | ------ |
| 1       | 93  | Marc Márquez      | Repsol Honda Team            | Honda       | 30      | 41:07.243 | 5        | 25     |
| 2       | 88  | Miguel Oliveira   | Red Bull KTM Factory Racing  | KTM         | 30      | +1.610    | 6        | 20     |
| 3       | 20  | Fabio Quartararo  | Monster Energy Yamaha MotoGP | Yamaha      | 30      | +6.772    | 2        | 16     |
| 4       | 33  | Brad Binder       | Red Bull KTM Factory Racing  | KTM         | 30      | +7.922    | 13       | 13     |
| 5       | 63  | Francesco Bagnaia | Ducati Lenovo Team           | Ducati      | 30      | +8.591    | 10       | 11     |
| 6       | 43  | Jack Miller       | Ducati Lenovo Team           | Ducati      | 30      | +9.086    | 4        | 10     |
| 7       | 41  | Aleix Espargaró   | Aprilia Racing Team Gresini  | Aprilia     | 30      | +9.371    | 3        | 9      |
| 8       | 5   | Johann Zarco      | Pramac Racing                | Ducati      | 30      | +11.439   | 1        | 8      |
| 9       | 36  | Joan Mir          | Team SUZUKI ECSTAR           | Suzuki      | 30      | +11.625   | 16       | 7      |
| 10      | 44  | Pol Espargaró     | Repsol Honda Team            | Honda       | 30      | +14.769   | 8        | 6      |
| 11      | 42  | Álex Rins         | Team SUZUKI ECSTAR           | Suzuki      | 30      | +16.803   | 11       | 5      |
| 12      | 89  | Jorge Martín      | Pramac Racing                | Ducati      | 30      | +16.915   | 7        | 4      |
| 13      | 30  | Takaaki Nakagami  | LCR Honda IDEMITSU           | Honda       | 30      | +19.217   | 9        | 3      |
| 14      | 46  | Valentino Rossi   | Petronas Yamaha SRT          | Yamaha      | 30      | +22.300   | 15       | 2      |
| 15      | 10  | Luca Marini       | SKY VR46 Avintia             | Ducati      | 30      | +23.615   | 14       | 1      |
| 16      | 23  | Enea Bastianini   | Avintia Esponsorama          | Ducati      | 30      | +23.738   | 18       |        |
| 17      | 27  | Iker Lecuona      | Tech3 KTM Factory Racing     | KTM         | 30      | +23.946   | 20       |        |
| 18      | 21  | Franco Morbidelli | Petronas Yamaha SRT          | Yamaha      | 30      | +24.414   | 17       |        |
| 19      | 12  | Maverick Viñales  | Monster Energy Yamaha MotoGP | Yamaha      | 30      | +24.715   | 21       |        |
| Ret     | 32  | Lorenzo Savadori  | Aprilia Racing Team Gresini  | Aprilia     | 5       | Caída     | 22       |        |
| Ret     | 9   | Danilo Petrucci   | Tech3 KTM Factory Racing     | KTM         | 4       | Caída     | 19       |        |
| Ret     | 73  | Álex Márquez      | LCR Honda CASTROL            | Honda       | 4       | Caída     | 12       |        |
| 1.      |     |                   |                              |             |         |           |          |        |
| Fuente: |     |                   |                              |             |         |           |          |        |

### Resultados Moto2
| Pos.    | N.º | Piloto                | Constructor | Vueltas | Tiempo    | Parrilla | Puntos |
| ------- | --- | --------------------- | ----------- | ------- | --------- | -------- | ------ |
| 1       | 87  | Remy Gardner          | Kalex       | 28      | 39:39.191 | 3        | 25     |
| 2       | 44  | Arón Canet            | Boscoscuro  | 28      | +6.158    | 10       | 20     |
| 3       | 72  | Marco Bezzecchi       | Kalex       | 28      | +7.030    | 4        | 16     |
| 4       | 21  | Fabio Di Giannantonio | Kalex       | 28      | +8.145    | 2        | 13     |
| 5       | 22  | Sam Lowes             | Kalex       | 28      | +9.888    | 7        | 11     |
| 6       | 23  | Marcel Schrötter      | Kalex       | 28      | +10.000   | 17       | 10     |
| 7       | 9   | Jorge Navarro         | Boscoscuro  | 28      | +16.039   | 6        | 9      |
| 8       | 75  | Albert Arenas         | Boscoscuro  | 28      | +19.394   | 18       | 8      |
| 9       | 42  | Marcos Ramírez        | Kalex       | 28      | +21.718   | 16       | 7      |
| 10      | 6   | Cameron Beaubier      | Kalex       | 28      | +26.393   | 25       | 6      |
| 11      | 11  | Nicolò Bulega         | Kalex       | 28      | +26.732   | 11       | 5      |
| 12      | 2   | Alonso López          | Kalex       | 28      | +26.835   | 22       | 4      |
| 13      | 64  | Bo Bendsneyder        | Kalex       | 28      | +28.034   | 9        | 3      |
| 14      | 70  | Barry Baltus          | NTS         | 28      | +28.984   | 30       | 2      |
| 15      | 13  | Celestino Vietti      | Kalex       | 28      | +31.414   | 21       | 1      |
| 16      | 14  | Tony Arbolino         | Kalex       | 28      | +33.176   | 20       |        |
| 17      | 55  | Hafizh Syahrin        | NTS         | 28      | +33.425   | 26       |        |
| 18      | 35  | Somkiat Chantra       | Kalex       | 28      | +39.638   | 13       |        |
| 19      | 12  | Thomas Lüthi          | Kalex       | 28      | +39.682   | 28       |        |
| 20      | 62  | Stefano Manzi         | Kalex       | 28      | +44.613   | 27       |        |
| 21      | 96  | Jake Dixon            | Kalex       | 28      | +47.416   | 15       |        |
| Ret     | 79  | Ai Ogura              | Kalex       | 27      | Caída     | 8        |        |
| Ret     | 97  | Xavi Vierge           | Kalex       | 27      | Caída     | 5        |        |
| Ret     | 16  | Joe Roberts           | Kalex       | 27      | Caída     | 12       |        |
| Ret     | 19  | Lorenzo Dalla Porta   | Kalex       | 14      | Retirado  | 19       |        |
| Ret     | 37  | Augusto Fernández     | Kalex       | 6       | Caída     | 14       |        |
| Ret     | 7   | Lorenzo Baldassarri   | MV Agusta   | 6       | Caída     | 24       |        |
| Ret     | 25  | Raúl Fernández        | Kalex       | 4       | Caída     | 1        |        |
| Ret     | 54  | Fermín Aldeguer       | Boscoscuro  | 3       | Caída     | 23       |        |
| Ret     | 24  | Simone Corsi          | MV Agusta   | 0       | Caída     | 29       |        |
| Fuente: |     |                       |             |         |           |          |        |

### Resultados Moto3
| Pos.    | N.º | Piloto             | Constructor | Vueltas | Tiempo    | Parrilla | Puntos |
| ------- | --- | ------------------ | ----------- | ------- | --------- | -------- | ------ |
| 1       | 37  | Pedro Acosta       | KTM         | 27      | 39:38.791 | 13       | 25     |
| 2       | 27  | Kaito Toba         | KTM         | 27      | +0.130    | 5        | 20     |
| 3       | 7   | Dennis Foggia      | Honda       | 27      | +0.259    | 2        | 16     |
| 4       | 52  | Jeremy Alcoba      | Honda       | 27      | +0.206    | 20       | 13     |
| 5       | 16  | Andrea Migno       | Honda       | 27      | +0.459    | 10       | 11     |
| 6       | 23  | Niccolò Antonelli  | KTM         | 27      | +0.728    | 7        | 10     |
| 7       | 11  | Sergio García      | Gas Gas     | 27      | +0.537    | 14       | 9      |
| 8       | 24  | Tatsuki Suzuki     | Honda       | 27      | +0.647    | 3        | 8      |
| 9       | 43  | Xavier Artigas     | Honda       | 27      | +0.864    | 15       | 7      |
| 10      | 28  | Izan Guevara       | Gas Gas     | 27      | +6.557    | 12       | 6      |
| 11      | 17  | John McPhee        | Honda       | 27      | +7.512    | 4        | 5      |
| 12      | 22  | Elia Bartolini     | KTM         | 27      | +7.576    | 25       | 4      |
| 13      | 55  | Romano Fenati      | Husqvarna   | 27      | +20.902   | 8        | 3      |
| 14      | 40  | Darryn Binder      | Honda       | 27      | +37.855   | 18       | 2      |
| 15      | 19  | Andi Farid Izdihar | Honda       | 27      | +38.297   | 26       | 1      |
| 16      | 53  | Deniz Öncü         | KTM         | 27      | +54.714   | 11       |        |
| 17      | 66  | Joel Kelso         | KTM         | 27      | +58.423   | 24       |        |
| 18      | 6   | Ryusei Yamanaka    | KTM         | 27      | +1:27.070 | 21       |        |
| Ret     | 82  | Stefano Nepa       | KTM         | 15      | Retirado  | 9        |        |
| Ret     | 5   | Jaume Masiá        | KTM         | 14      | Caída     | 17       |        |
| Ret     | 54  | Riccardo Rossi     | KTM         | 14      | Caída     | 22       |        |
| Ret     | 20  | Lorenzo Fellon     | Honda       | 12      | Caída     | 6        |        |
| Ret     | 12  | Filip Salač        | Honda       | 12      | Retirado  | 1        |        |
| Ret     | 2   | Gabriel Rodrigo    | Honda       | 10      | Caída     | 19       |        |
| Ret     | 31  | Adrián Fernández   | Husqvarna   | 7       | Retirado  | 23       |        |
| Ret     | 92  | Yuki Kunii         | Honda       | 3       | Caída     | 16       |        |
| 1. 2.   |     |                    |             |         |           |          |        |
| Fuente: |     |                    |             |         |           |          |        |